# Rožmitál pod Třemšínem
Rožmitál pod Třemšínem é uma cidade checa localizada na região da Boêmia Central, distrito de Příbram.